# Peixotoa irwinii
Peixotoa irwinii är en tvåhjärtbladig växtart som beskrevs av C. Anderson. Peixotoa irwinii ingår i släktet Peixotoa och familjen Malpighiaceae. Inga underarter finns listade i Catalogue of Life.